# 西南假毛蕨
西南假毛蕨（学名：Pseudocyclosorus esquirolii），为金星蕨科假毛蕨属下的一个种。

## 扩展阅读
維基物種上的相關：西南假毛蕨